# غرينوود (نوفا سكوشا)
غرينوود (بالإنجليزية: Greenwood, Nova Scotia)‏ هي قرية تقع في كندا في Kings County. يقدر عدد سكانها بـ 5,369 نسمة وترتفع عن سطح البحر 28 متر.

## المناخ
يظهر الجدول التالي التغييرات المناخية على مدار السنة لغرينوود:
| البيانات المناخية لـغرينوود                   | البيانات المناخية لـغرينوود | البيانات المناخية لـغرينوود | البيانات المناخية لـغرينوود | البيانات المناخية لـغرينوود | البيانات المناخية لـغرينوود | البيانات المناخية لـغرينوود | البيانات المناخية لـغرينوود | البيانات المناخية لـغرينوود | البيانات المناخية لـغرينوود | البيانات المناخية لـغرينوود | البيانات المناخية لـغرينوود | البيانات المناخية لـغرينوود | البيانات المناخية لـغرينوود |
| الشهر                                         | يناير                       | فبراير                      | مارس                        | أبريل                       | مايو                        | يونيو                       | يوليو                       | أغسطس                       | سبتمبر                      | أكتوبر                      | نوفمبر                      | ديسمبر                      | المعدل السنوي               |
| --------------------------------------------- | --------------------------- | --------------------------- | --------------------------- | --------------------------- | --------------------------- | --------------------------- | --------------------------- | --------------------------- | --------------------------- | --------------------------- | --------------------------- | --------------------------- | --------------------------- |
| الدرجة القصوى °م (°ف)                         | 19.0 (66.2)                 | 20.0 (68.0)                 | 25.8 (78.4)                 | 30.3 (86.5)                 | 33.8 (92.8)                 | 35.0 (95.0)                 | 35.6 (96.1)                 | 37.2 (99.0)                 | 34.1 (93.4)                 | 27.8 (82.0)                 | 25.0 (77.0)                 | 19.5 (67.1)                 | 37.2 (99.0)                 |
| متوسط درجة الحرارة الكبرى °م (°ف)             | −0.6 (30.9)                 | 0.3 (32.5)                  | 4.3 (39.7)                  | 10.6 (51.1)                 | 17.4 (63.3)                 | 22.4 (72.3)                 | 25.8 (78.4)                 | 25.1 (77.2)                 | 20.6 (69.1)                 | 14.2 (57.6)                 | 8.3 (46.9)                  | 2.6 (36.7)                  | 12.6 (54.6)                 |
| المتوسط اليومي °م (°ف)                        | −5.5 (22.1)                 | −4.9 (23.2)                 | −0.7 (30.7)                 | 5.3 (41.5)                  | 11.2 (52.2)                 | 16.2 (61.2)                 | 19.7 (67.5)                 | 18.9 (66.0)                 | 14.5 (58.1)                 | 8.7 (47.7)                  | 4.0 (39.2)                  | −1.9 (28.6)                 | 7.1 (44.8)                  |
| متوسط درجة الحرارة الصغرى °م (°ف)             | −10.4 (13.3)                | −10.0 (14.0)                | −5.7 (21.7)                 | 0.0 (32.0)                  | 5.0 (41.0)                  | 9.9 (49.8)                  | 13.5 (56.3)                 | 12.6 (54.7)                 | 8.3 (46.9)                  | 3.2 (37.8)                  | −0.5 (31.1)                 | −6.3 (20.7)                 | 1.6 (34.9)                  |
| أدنى درجة حرارة °م (°ف)                       | −28.9 (−20.0)               | −35.5 (−31.9)               | −27.2 (−17.0)               | −13.4 (7.9)                 | −7.2 (19.0)                 | −1.7 (28.9)                 | 2.8 (37.0)                  | 0.2 (32.4)                  | −4.4 (24.1)                 | −8.9 (16.0)                 | −16.2 (2.8)                 | −26.1 (−15.0)               | −35.5 (−31.9)               |
| الهطول مم (إنش)                               | 102.5 (4.04)                | 84.8 (3.34)                 | 94.8 (3.73)                 | 83.2 (3.28)                 | 84.8 (3.34)                 | 81.0 (3.19)                 | 83.2 (3.28)                 | 78.4 (3.09)                 | 96.2 (3.79)                 | 98.8 (3.89)                 | 116.5 (4.59)                | 112.9 (4.44)                | 1٬117٫1 (44)                |
| معدل هطول الأمطار مم (إنش)                    | 44.5 (1.75)                 | 45.5 (1.79)                 | 58.8 (2.31)                 | 67.8 (2.67)                 | 83.4 (3.28)                 | 81.0 (3.19)                 | 83.2 (3.28)                 | 78.4 (3.09)                 | 96.2 (3.79)                 | 98.6 (3.88)                 | 100.7 (3.96)                | 65.6 (2.58)                 | 903.7 (35.57)               |
| متوسط تساقط الثلوج سم (إنش)                   | 78.7 (31.0)                 | 53.0 (20.9)                 | 43.4 (17.1)                 | 15.1 (5.9)                  | 1.1 (0.4)                   | 0.0 (0.0)                   | 0.0 (0.0)                   | 0.0 (0.0)                   | 0.0 (0.0)                   | 0.2 (0.1)                   | 16.4 (6.5)                  | 62.8 (24.7)                 | 270.7 (106.6)               |
| متوسط أيام هطول الأمطار (≥ 0.2 mm)            | 19.5                        | 15.4                        | 15.3                        | 14.3                        | 13.9                        | 13.7                        | 11.2                        | 10.4                        | 11.0                        | 13.5                        | 15.8                        | 18.9                        | 172.9                       |
| متوسط الأيام الممطرة (≥ 0.2 mm)               | 7.2                         | 6.1                         | 8.8                         | 12.1                        | 13.8                        | 13.7                        | 11.2                        | 10.4                        | 11.0                        | 13.5                        | 13.9                        | 10.6                        | 132.3                       |
| متوسط الأيام المثلجة (≥ 0.2 cm)               | 16.7                        | 12.9                        | 10.4                        | 4.6                         | 0.47                        | 0.0                         | 0.0                         | 0.0                         | 0.0                         | 0.17                        | 4.1                         | 12.5                        | 61.84                       |
| متوسط الرطوبة النسبية (%) (at {{{time day}}}) | 76.8                        | 72.3                        | 65.3                        | 57.5                        | 55.0                        | 56.2                        | 56.1                        | 55.9                        | 58.4                        | 61.1                        | 70.5                        | 76.2                        | 63.4                        |
| المصدر: Environment Canada                    |                             |                             |                             |                             |                             |                             |                             |                             |                             |                             |                             |                             |                             |